# Camaricus hastifer
Camaricus hastifer là một loài nhện trong họ Thomisidae.
Loài này thuộc chi Camaricus. Camaricus hastifer được miêu tả năm 1833 bởi Percheron.